# WATHI (think tank sénégalais)
 (juillet 2025).
Motif : Sources attestant de la notoriété ?
- Archive Wikiwix
- Bing
- Cairn
- DuckDuckGo
- E. Universalis
- Gallica
- Google
- G. Books
- G. News
- G. Scholar
- Persée
- Qwant
- (zh) Baidu
- (ru) Yandex

| 1. | Préciser le motif de la pose du bandeau. | Précisez le motif de la pose du bandeau en utilisant la syntaxe suivante : {{admissibilité à vérifier\|date=août 2025\|motif=remplacez ce texte par le motif}}                                     |
| 2. | Informer les utilisateurs concernés.     | Pensez à avertir le créateur de l'article, par exemple, en insérant le code ci-dessous sur sa page de discussion : {{subst:avertissement admissibilité à vérifier\|WATHI (think tank sénégalais)}} |

 (juillet 2025).
WATHI (West Africa Citizen Think Tank) est un think tank sénégalais basé à Dakar, créé en 2015 par Gilles Olakounlé Yabi. Le think tank se veut un espace participatif et citoyen favorisant le débat et l’élaboration d’analyses sur des sujets cruciaux pour l’Afrique de l’Ouest.

## Historique
WATHI a été officiellement établi en 2015 à Dakar, au Sénégal, comme un laboratoire d’idées pour renforcer la participation citoyenne dans les processus de politiques publiques en Afrique de l’Ouest. Son fondateur, Gilles Olakounlé Yabi, est un analyste politique ayant précédemment travaillé pour International Crisis Group et Carnegie Endowment.

## Objectifs et missions
WATHI définit son rôle comme celui d’un think tank centré sur les citoyens, promouvant des débats et des politiques publiques éclairées dans des domaines tels que la gouvernance, la justice sociale, l’éducation et la sécurité.

## Activités
WATHI organise régulièrement des débats citoyens, événements thématiques et webinaires sur des sujets régionaux majeurs comme les élections en Afrique de l’Ouest, le changement climatique ou la gouvernance locale.  
En 2024, il a notamment analysé l’impact des manifestations post-électorales à travers des contributions médiatiques, comme dans RFI.

## Reconnaissance et financement
En 2018, WATHI a reçu une subvention de 299 278 USD de la Bill & Melinda Gates Foundation pour consolider son rôle dans la participation citoyenne en Afrique francophone.  
Il est également cité dans des reportages de RFI comme référence pour analyser les dynamiques politiques sénégalaises, notamment durant les élections législatives de 2024.

## Structure organisationnelle
WATHI est structuré en tant qu’organisation à but non lucratif, sans rattachement institutionnel direct à un parti politique ou un établissement universitaire. Il est dirigé par Gilles Olakounlé Yabi et compte une équipe réduite accompagnée de chercheurs associés.